# Чурбаш
Чурба́ш (рос. Чурбаш) — гірська вершина у північно-східній частині Великого Кавказу. Знаходиться на території Росії (південний Дагестан).